# João Pedro Reginaldo
João Pedro Reginaldo (Indaiatuba, 14 marzo 2003) è un calciatore brasiliano, difensore del Radomiak Radom.

## Carriera

### Club
Ha iniziato a giocare a calcio nel settore giovanile della Juventude per poi passare all'Athl. Paranaense nel 2019. Il 31 gennaio 2023 è stato ceduto in prestito al Crown Legacy FC, dove ha disputato un'ottima stagione venendo inserito nella squadra ideale della competizione. Il 18 gennaio 2024 ha firmato un contratto quadriennale con il Charlotte FC ed il 25 febbraio ha debuttato in MLS nella partita vinta 1-0 contro il New York City.
Il 1º febbraio 2025 è stato ceduto in prestito al Rio Ave, club della prima divisione portoghese.

### Nazionale
Ha giocato con le nazionale brasiliana Under-20.

## Statistiche
Statistiche aggiornate al 4 maggio 2025.

### Presenze e reti nei club
| Stagione        | Squadra         | Campionato      | Campionato | Campionato | Coppe nazionali | Coppe nazionali | Coppe nazionali | Coppe continentali | Coppe continentali | Coppe continentali | Altre coppe | Altre coppe | Altre coppe | Totale | Totale | Totale |
| Stagione        | Squadra         | Comp            | Pres       | Reti       | Comp            | Pres            | Reti            | Comp               | Pres               | Reti               | Comp        | Pres        | Reti        | Pres   | Reti   |        |
| --------------- | --------------- | --------------- | ---------- | ---------- | --------------- | --------------- | --------------- | ------------------ | ------------------ | ------------------ | ----------- | ----------- | ----------- | ------ | ------ | ------ |
| 2023            | Crown Legacy FC | MNP             | 27         | 2          | -               | -               | -               | -                  | -                  | -                  | -           | -           | -           | 27     | 2      |        |
| 2024            | Crown Legacy FC | MNP             | 7          | 0          | -               | -               | -               | -                  | -                  | -                  | -           | -           | -           | 7      | 0      |        |
| 2024            | Charlotte FC    | MLS             | 7          | 0          | USCup           | 0               | 0               | -                  | -                  | -                  | LC          | 1           | 0           | 8      | 0      |        |
| feb.-giu. 2025  | Rio Ave         | PL              | 5          | 0          | CP+CdL          | 1+0             | 0               | -                  | -                  | -                  | -           | -           | -           | 6      | 0      |        |
| Totale carriera | Totale carriera | Totale carriera | 46         | 2          |                 | 1               | 0               |                    | -                  | -                  |             | 1           | 0           | 48     | 2      |        |